# Ямамото Масакуні
Ямамото Масакуні (яп. 山本 昌邦, нар. 4 квітня 1958, Нумадзу, Сідзуока) — японський футболіст.

## Виступи за збірну
1980 року дебютував в офіційних матчах у складі національної збірної Японії. Відтоді провів у формі головної команди країни 4 матчі.

## Статистика виступів
| Збірна Японії | Збірна Японії | Збірна Японії |
| Роки          | Ігри          | голи          |
| ------------- | ------------- | ------------- |
| 1980          | 2             | 0             |
| 1981          | 2             | 0             |
| Усього        | 4             | 0             |

## Титули і досягнення
Гравець
- Володар Кубка Імператора: 1982

Тренер
- Срібний призер Азійських ігор: 2002